# Eddie Tistelgren
Eddie Tistelgren, född 1965, är en svensk journalist och kulturskribent, vid mitten av 1990-talet ledarskribent på Svenska Dagbladet. Under studietiden i Uppsala var han aktiv i Föreningen Heimdal och gav tillsammans med Per Dahl ut skriften "1891-1991 : ett skapande sekel", där föreningens historia avhandlades inför jubileet och 100-årsbalen på Uppsala slott. Utöver Svenska Dagbladet har Eddie Tistelgren medverkat i bland annat Moderna Tider, Svensk Tidskrift och Signum. Tistelgren var under flera år drivande inom kårpartiet Obstruktion, som ställde upp i kårvalen i Uppsala studentkår, och under en rad år vann mandat där.